# Oerlikon (ville de Zurich)
Pour les articles homonymes, voir Oerlikon.
Oerlikon est un quartier de Zurich en Suisse, se situant au nord de la ville. Il forme l'arrondissement 11 de la ville avec les quartiers de Seebach et d'Affoltern.
Oerlikon a été un village indépendant jusqu'en 1934, date de son rattachement à la ville de Zurich.

Photo aérienne de Walter Mittelholzer (1919)